# Vom Himmel gefallen (1954)
Vom Himmel gefallen (im Original: Special Delivery) ist ein 1954 in Deutschland entstandenes, zur Zeit des Kalten Kriegs spielendes Ost-West-Spielfilmdrama von John Brahm mit Joseph Cotten, Eva Bartok und René Deltgen in den Hauptrollen.

## Handlung
Irgendwo hinter dem Eisernen Vorhang, Mitte der 1950er Jahre. John Adams ist Geschäftsträger einer US-Botschaft in einem kommunistischen, osteuropäischen Land. Eines Tages hat er es mit einem ganz besonderen Fall zu tun: Im Vorgarten der Botschaft ist, quasi wie „vom Himmel gefallen“, ein Baby abgelegt worden! Niemand weiß, wie es dort hingekommen ist, niemand hat die Person gesehen, die es dort deponiert hat. Dabei ist ein Fundstück im Vorgarten der Gesandtschaft nichts allzu ungewöhnliches, denn schon so mancher vom Regime Verfolgter hat kurzerhand etwas über den Botschaftszaun geworfen, damit es nicht in die Hände der kommunistischen Kulturbarbaren fallen möge. Für die Botschaft mit ihren sechs ausschließlich männlichen Mitarbeiter stellt sich mit dem Baby ein gravierendes Problem: was tun? Die Regierung des osteuropäischen Landes fordert augenblicklich die Auslieferung des jungen „Staatsbürgers“ und entsendet mit dem Genossen Kovacs sofort einen hartnäckigen Staatsvertreter. Adams beschließt hingegen, zu mauern und das Baby keinesfalls den Kommunisten auszuliefern. Um die Versorgung des Kleinen, den man nach „Uncle Sam“ kurzerhand Sam nennt, zu sichern, stellt das Gastland auch gleich eine eigene Nanny zur Verfügung. Sonja Novaswobida, so ihr Name, soll vor Ort zugleich im Auftrag ihrer Regierung weitere Informationen sammeln.
Die Beziehungen der Männer zu der osteuropäischen Staatsangestellten gestaltet sich aufgrund gegenseitigen Misstrauens zunächst als schwierig bis unterkühlt, zumal Kovacs sich für Botschafter Adams als besonders hartgesottener Gegenspieler erweist. Er pocht darauf, das Baby als eine Art Volkseigentum dem Land zurückzugeben. Adams will jedoch genau dies übergeben und übergibt Adams stattdessen mit einigem ironischen Hintersinn ein anderes Fundstück, das von irgendjemandem über den Botschaftszaum geworfen wurde: eine angeblich geniale, moderne Musikpartitur, die Kovacs am Klavier zunächst unwillig, dann aber mit Begeisterung spielt, nachdem er feststellen muss, wie wenig die Amis mit derart moderner Musik anfangen können. Nur langsam beginnt man Vertrauen zueinander zu entwickeln. Die Spannungen zwischen den beiden Regierungen lösen sich erst an dem Moment, an dem die Eltern des Kleinen ausfindig gemacht werden. Es handelt sich dabei um Olaf, den schwedischen Koch der Botschaft, sowie eine Frau aus dem Gastland, die früher ebenfalls hier angestellt gewesen war. Botschafter Adams sorgt nun in Windeseile dafür, dass dem Elternpaar Heiratspapiere ausgestellt werden, sodass das Kleinkind als schwedischer Staatsbürger gilt und mit den Eltern das kommunistische Land in Richtung Freiheit verlassen kann. Auch Adams’ Beziehung zu Sonja geht bald über das rein Dienstliche hinaus: beide werden schließlich ein Paar.

## Produktionsnotizen
Vom Himmel gefallen wurde komplett in der Bundesrepublik Deutschland in zwei Sprachfassungen – Deutsch und Englisch – gedreht und am 8. April 1955 in Essen uraufgeführt. Die Berliner Premiere war am 20. Mai 1955, die Wiener am 24. Juni 1955. In den USA konnte man Special Delivery im September desselben Jahres sehen.
Alfred Bütow und Ernst Schomer zeichneten für die Filmbauten verantwortlich, Hans Tost übernahm die Produktionsleitung, Charles Münzel die Herstellungsleitung. Ted Kornowicz diente als einfacher Kameramann unter Joseph Bruns Chefkamera.

## Kritiken
Paimann’s Filmlisten resümierte: „Heiter-besinnlicher Zeitfilm, der Humor, politischen Witz und Sentiment unter leichtfüßiger, sich vorwiegend Dialogmittel bedienender Regie und mit gut gelaunten Interpreten … sehr gute Unterhaltung … bringt.“

„Flott und einfallsreich unterhaltende, inszenatorisch freilich etwas biedere Komödie, die das Menschlich-Verbindende über die gegensätzlichen politischen Systeme hinaushebt.“

„Seichte Unterhaltung.“